# Small Water Beck
Der Small Water Beck ist ein Wasserlauf im Lake District, Cumbria, England.
Der Small Water Beck entsteht als Abfluss des Small Water an dessen Ostseite. Er fließt in östlicher Richtung und vereinigt sich mit dem Blea Water Beck zum Mardale Beck, der in das Haweswater Reservoir mündet.